# Campeonato Brasileiro de Fórmula 4
O Campeonato Brasileiro de Fórmula 4 (inglês: Formula 4 Brazilian Championship), também conhecida como Fórmula 4 Brasil, ou ainda F4 Brasileira é uma série de corridas regulamentada pela FIA como um dos campeonatos de Fórmula 4 de países ao redor do mundo. 
A meta da competição é que os melhores jovens pilotos do Brasil cheguem aos mais altos postos do automobilismo mundial, como a Fórmula 1, já que, por ser um campeonato da FIA contribui para a soma de pontos necessária para a posse da superlicença na futura carreira adulta dos(as) pilotos.
A criação da F4 Brasileira, foi um acordo inicialmente firmado entre a CBA (Confederação Brasileira de Automobilismo) e a F/Promo Racing, empresa que já organizava competições da tradicionalíssima Fórmula Vee no Brasil, porém a Vicar, organizadora da Stock Car Brasil substituiu a F/Promo Racing na elaboração das etapas.

## História
Gerhard Berger e a FIA Singleseater Commission lançaram a Fórmula 4 em março de 2013. O objetivo da Fórmula 4 era tornar a escada para a Fórmula 1 mais transparente. Além das regulamentações esportivas e técnicas, os custos também são regulamentados. Um carro para competir nesta categoria não pode exceder € 30.000 e uma única temporada na Fórmula 4 não pode exceder € 100.000.
A nova categoria é uma iniciativa da Vicar, mesma empresa responsável pela promoção da Stock Car. A nova categoria foi anunciada no começo de novembro por Reginaldo Leme em uma das transmissões direto de Interlagos no final de semana do Grande Prêmio do Brasil de 2021, após assinatura de contrato entre Fernando Julianelli, CEO da Vicar, e Gianfranco de Bellis, CEO da Tatuus, fabricantes dos carros que são utilizados na F4 ao redor do mundo, com licença da FIA (Federação Internacional de Automobilismo)  produzidos na Itália. 
A possibilidade surgiu no primeiro semestre de 2021, em uma etapa da Stock Car, durante uma conversa entre Giovanni Guerra, presidente da CBA (Confederação Brasileira de Automobilismo) e Fernando Julianelli. Em pouco tempo, os responsáveis pela nova categoria estavam em conversas com Gianfranco de Bellis, e os planos avançaram. O projeto é liderado por Gastão Fráguas Filho, campeão mundial de kart em 1995. E conta com os principais patrocínios do BRB e da Lei de Incentivo ao Esporte do Governo Federal.
“Existe um importante vácuo no automobilismo brasileiro em termos de continuidade de carreira, que pretendemos agora preencher, incluindo um carro tão atualizado que só irá estrear mundialmente em 2022”, disse Julianelli em declarações publicadas pelo site da FIA.
“Outro ponto importante é que teremos no Brasil o mesmo equipamento usado nos principais centros internacionais do automobilismo. Nosso objetivo é encorajar novos talentos e dar a nossos kartistas a oportunidade de estarem prontos para competir em alto nível sem deixarem o Brasil tão jovens”, completou.

## Carro
O modelo base do Fórmula 4 é o T-021, da segunda geração dos chassis Tatuus, o T-021 atende as especificações de segurança e performance das equipes e da FIA, feito especialmente para os jovens pilotos.

### Motor e pneus
O motor será o Abarth-Autotecnica 1.4, com 176cv a 5500 rpm de potência e câmbio da especialista francesa SADEV de seis marchas, acionado por sistema de borboletas e eletrônica ECU Magneti-Marelli SRG-141. Os pneus serão importados, produzidos especialmente pela italiana Pirelli.

## Campeões

### Pilotos
| Temporadas | Pilotos            | Equipe           | Corrida  | Poles | Vitórias | Pódios | V.M.R. | Pontos | Margem |
| ---------- | ------------------ | ---------------- | -------- | ----- | -------- | ------ | ------ | ------ | ------ |
| 2022       | Pedro Clerot       | Full Time Sports | 18 de 18 | 4     | 7        | 11     | 7      | 276    | 63     |
| 2023       | Vinícius Tessaro   | Cavaleiro Sports | 18 de 18 | 3     | 6        | 9      | 9      | 233    | 17     |
| 2024       | Matheus Comparatto | Bassani Racing   | 17 de 18 | 4     | 5        | 14     | 2      | 337    | 30     |

### Equipes
| Temporadas | Equipe           | Poles | Vitórias | Pódios | V.M.R. | Pontos | Margem |
| ---------- | ---------------- | ----- | -------- | ------ | ------ | ------ | ------ |
| 2022       | Full Time Sports | 4     | 10       | 17     | 9      | 488    | 88     |
| 2023       | Cavaleiro Sports | 6     | 7        | 20     | 10     | 492    | 50     |
| 2024       | TMG Racing       | 6     | 13       | 36     | 7      | 619    | 162    |

## Transmissão e cobertura televisiva
O contrato de reprodução da Fórmula 4 Brasileira é de responsabilidade do Grupo Bandeirantes com moldes e gráficos da Stock Car adaptados para a categoria e suas logos. A transmissão vai ao ar na TV fechada pelo canal esportivo Band Sports, e online no canal do YouTube da Fórmula 4 Brasileira, denominado como: F4 Brasil certificado pela FIA.